# Giona A. Nazzaro
Giona Antonio Nazzaro (Zurigo, 1º giugno 1965) è un critico cinematografico e scrittore svizzero naturalizzato italiano, dal 2020 direttore artistico del Locarno Film Festival.

## Biografia
Come critico cinematografico, si forma sulle pagine della rivista Cineforum. 
È il Delegato Generale della Settimana Internazionale della Critica alla Mostra del Cinema di Venezia. 
Fa parte del comitato di selezione del Festival Internazionale del film di Rotterdam  e collabora da anni con il festival del documentario Visions du Réel che si svolge annualmente a Nyon. È uno dei sei membri del comitato di selezione degli European Film Awards. 
Associato all’Unione dei critici cinematografici italiani (SNCCI), collabora con il quotidiano Il manifesto e le riviste MicroMega, FilmTv, Rumore, Filmcritica, Nocturno, Rolling Stone Italia, CineCriticaWeb e altri.
È autore di diverse pubblicazioni sulla cinematografia d’autore, alcune in coppia con Andrea Tagliacozzo.

## Opere
- Giona A. Nazzaro e Andrea Tagliacozzo, Il cinema di Hong Kong. Spade, kung fu, pistole e fantasmi, Le mani, 1997, ISBN 9788880120537.
- Giona A. Nazzaro e Andrea Tagliacozzo, John Woo. La nuova leggenda del cinema d'azione, Castelvecchi, 2000, ISBN 9788882102036.
- Giona A. Nazzaro, Action! Forme di un transgenere cinematografico, Le mani, 2000, ISBN 9788880121527.
- Giona A. Nazzaro e Andrea Tagliacozzo, Il dizionario dei film di Hong Kong, Libreria Universita Editrice, 2005, ISBN 9788886619196.
- Giona A. Nazzaro, A Mon Dragone c'è il Diavolo, Perdisa Pop, 2010, ISBN 9788883724879.
- Giona A. Nazzaro, Il conflitto delle idee. Al cinema con MicroMega, Edizioni Bietti, 2014, ISBN 9788882483241.